# Albano Laziale
Albano Laziale är en ort och kommun i storstadsregionen Rom, innan 2015 provinsen Rom, i regionen Lazio söder om Rom i Italien. Kommunen hade 40 980 invånare (2018).
Albano Laziale är en av de sexton städerna i området Castelli Romani.